# Primera Manzana del Pueblo de Rincón de Bucio
Primera Manzana del Pueblo de Rincón de Bucio är en ort i Mexiko.   Den ligger i kommunen Timilpan och delstaten Mexiko, i den sydöstra delen av landet, 80 km nordväst om huvudstaden Mexico City. Primera Manzana del Pueblo de Rincón de Bucio ligger 2 638 meter över havet och antalet invånare är 816.
Terrängen runt Primera Manzana del Pueblo de Rincón de Bucio är kuperad söderut, men norrut är den platt. Runt Primera Manzana del Pueblo de Rincón de Bucio är det ganska tätbefolkat, med 80 invånare per kvadratkilometer. Närmaste större samhälle är San Andrés Timilpan, 4,7 km väster om Primera Manzana del Pueblo de Rincón de Bucio. I omgivningarna runt Primera Manzana del Pueblo de Rincón de Bucio växer huvudsakligen savannskog.